# Sas de Junquera
Sas de Junquera (llamada oficialmente Sas de Xunqueira) es un lugar situado en la parroquia de Junquera, del municipio español de Puebla de Trives, en la provincia de Orense, Galicia.

## Demografía
| Gráfica de evolución demográfica de Sas de Junquera entre 2000 y 2023 |
|                                                                       |
| Datos según el nomenclátor publicado por el INE.                      |